# ロッドマン・フィルブリック
ロッドマン・フィルブリック（Rodman Philbrick , 1951年 - ) は一般文学・児童文学作家。アメリカ合衆国、ボストン生まれ。現在はメイン州、フロリダ州で生活をしている。
1980年にリン・ハートネット(en:Lynn Harnett)と結婚、共著作品もある。
William R. Dantz、Chris Jordanというペンネームを使うときもある。

## 代表作
- 『フリーク・ザ・マイティ - 勇士フリーク』(原題:Freak the Mighty、1993年) - 児童文学
  - 『マイ・フレンド・メモリー』（原題:The Mighty） - 1998年制作の映画、ゴールデングローブ賞候補
- Max the Mighty - Freak the Mighty の続編、1998年

- The Last Book in the Universe
- The Young Man And The Sea
- Brothers & Sinners
- Coffins
- T.D.Stash シリーズ